# Тип 96 (танк)
Тип 96 (первоначально Тип 88C) — основной боевой танк, состоящий на вооружении Народной-освободительной армии (НОАК) Китая.
Принят на вооружение Народно-освободительной армии Китая в 1997 году. Тип 96, наряду с новейшим Тип 99, составляют основу бронетанковой техники танковых войск НОАК.

## История создания
Разработка танка была начата вскоре после окончания войны в Персидском заливе в 1991 году. После анализа данного военного конфликта руководство НОАК приняло решение разработать и поставить на вооружение танк, который бы существенно превосходил имеющиейся на вооружении Тип 80, Тип 85 и Тип 88.
Тип 96 был принят на вооружение в 1997 году и выпускается на военном заводе № 617 в Баотоу (провинция Внутренняя Монголия) — основном китайском танковом предприятии.
Основной боевой танк Тип 96 (ZTZ96) разработан на основе экспортного танка Тип 85-IIM. Первоначально вариант для НОАК получил обозначение Тип 88C или ZTZ88C. В связи с финансовыми затруднениями серийное производство основных боевых танков Тип 88C для китайской армии было начато только в 1997 году, а их обозначение сменилось на Тип 96. По сообщению китайского военного руководства, танки Тип 96 наряду с новейшими Тип 99 будут составлять основу бронетанковых частей Народно-освободительной армии Китая в первой четверти XXI века.
Танк Тип 96, как и его предшественник, имеет комбинированное многослойное бронирование в лобовой проекции и вооружен 125-мм гладкоствольной пушкой с автоматом заряжания. Вспомогательное вооружение включает 12.7-мм зенитный пулемет W-85 и спаренный с пушкой 7.62-мм пулемет Тип 86, а также по шесть спаренных блоков дымовых гранатометов по бортам башни. В СУО входит двухплоскостной стабилизатор вооружения, комбинированные прицелы командира и наводчика, баллистический вычислитель, панель управления, набор датчиков и лазерный дальномер. Небольшим отличием является отсутствие дополнительного прибора наблюдения у наводчика.
Танк оснащен всеми современными системами и оборудованием: приборами ночного видения, УКВ радиостанцией «889В» (дальность связи 20-25 км), системой коллективной защиты экипажа от ОМП, быстродействующим противопожарным оборудованием.
На танке установлен форсированный дизельный двигатель жидкостного охлаждения мощностью 1000 л, с.. что позволило увеличить максимальную скорость движения, Двигатель является дальнейшим усовершенствованием китайского танкового дизеля 12150L7-BW и таким образом, продолжает линию советского дизеля В-54. Вместе с трансмиссией он образует единый силовой блок, что позволяет осуществлять его быструю замену в полевых условиях, Трансмиссия — механическая планетарная, аналогичная трансмиссии танка Тип 88. Ходовая часть и компоновка МТО в свою очередь аналогичны таковым у танка Тип 85-IIM.
По конструкции и внешнему виду танк Тип 96 практически полностью идентичен танку Тип 85-IIM последней серии, поступившему на вооружение пакистанской армии, и имеет практически те же боевые и технические характеристики. Главные отличия заключаются в установке более мощного двигателя, усовершенствованной СУО и увеличенной на 1,5 т боевой массе.

## Описание конструкции

### Огневая мощь

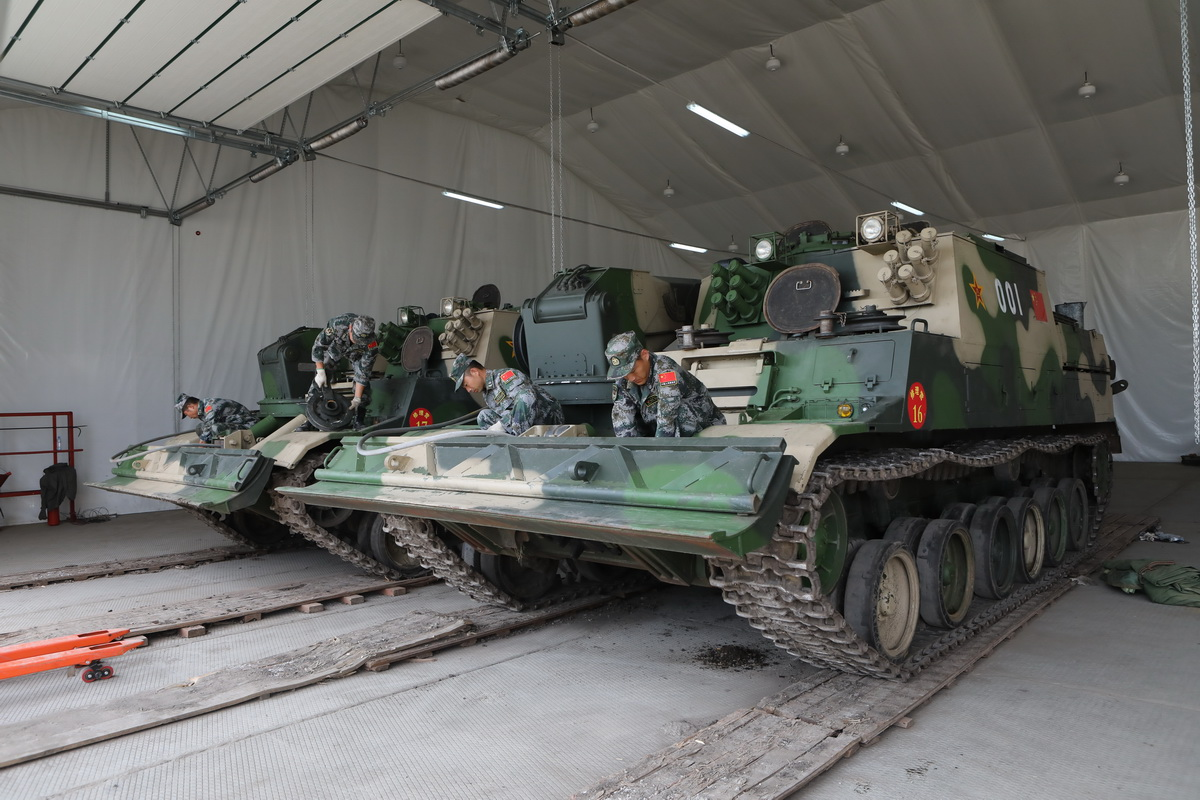
БРЭМ на базе танка Тип 96. 2017 год

Тип 96 стал первым китайским танком, оснащенным 125-мм гладкоствольной пушкой и автоматом заряжания. Пушка является нелицензионной копией российской 2А46М. Длина пушки составляет 48 калибров. Боекомплект — 42 снаряда, 22 из которых размещаются в автомате заряжания, как у Т-72. Система управления огнём ISFCS-212 оснащена стабилизатором основного вооружения и лазерным дальномером.
Вспомогательное вооружение включает 12,7-мм зенитный пулемет W-85 и спаренный с пушкой 7,62-мм тип 86, а также два блока дымовых гранатометов по бокам башни. В систему управления огнём входит двухплоскостной стабилизатор вооружения, комбинированные прицелы командира и наводчика, баллистический вычислитель, панель управления, набор датчиков и лазерный дальномер. Небольшим отличием является отсутствие дополнительного прибора наблюдения у наводчика. Сообщалось, что Китай намерен приобрести для вооружения танков тип 96 российские ПТРК 9М119 «Рефлекс», запускаемые через ствол орудия. Этот комплекс наводится на цель с помощью лазерного луча и имеет дальность до 5 км. Как показали соревнования по танковому биатлону, Тип-96 слегка превосходит в точности стрельбы из пушки танк Т-72.

### Защищенность и надежность
На соревнованиях по танковому биатлону в подмосковном Алабино у Тип-96 при прохождении "гребенки" отвалился каток.

### Подвижность
Танк отличается наличием простой механической планетарной трансмиссии, аналогичной танкам тип 88. Ходовая часть и компоновка МТО также идентичны танку Тип 85-IIM, но в отличие от последнего, на Тип 96 стоит более мощный 1000-сильный форсированный двигатель, который до этого проходил испытания на опытном танке Тип 85-III. Как показали соревнования по танковому биатлону, Тип 96 слегка уступает в скорости и манёвренности танку Т-72Б3 обр. 2014 г.(модификация Т-72Б3, созданная Россией специально для танкового биатлона, имеющая двигатель В-92С2Ф мощностью 1130 л. с.).
Танк принимал участие в широкомасштабных сухопутных учениях НОАК.

## Модификации
- Тип 88C — предсерийная модификация.
- Тип 96 — базовая модификация, выпускавшаяся с 1997 по 2005 год.
- Тип 96A — современная модификация, выпускается с 2005 года; оснащается встроенной динамической защитой, тепловизором, современным лазерным дальномером[6].
- Тип 96B — улучшенная версия Тип 96A.
- VT-2 — экспортный вариант Тип 96A.

## На вооружении
- Китай — 1000 Тип-96 и 1500 Тип-96A, по состоянию на 2020 год[7]

## Галерея

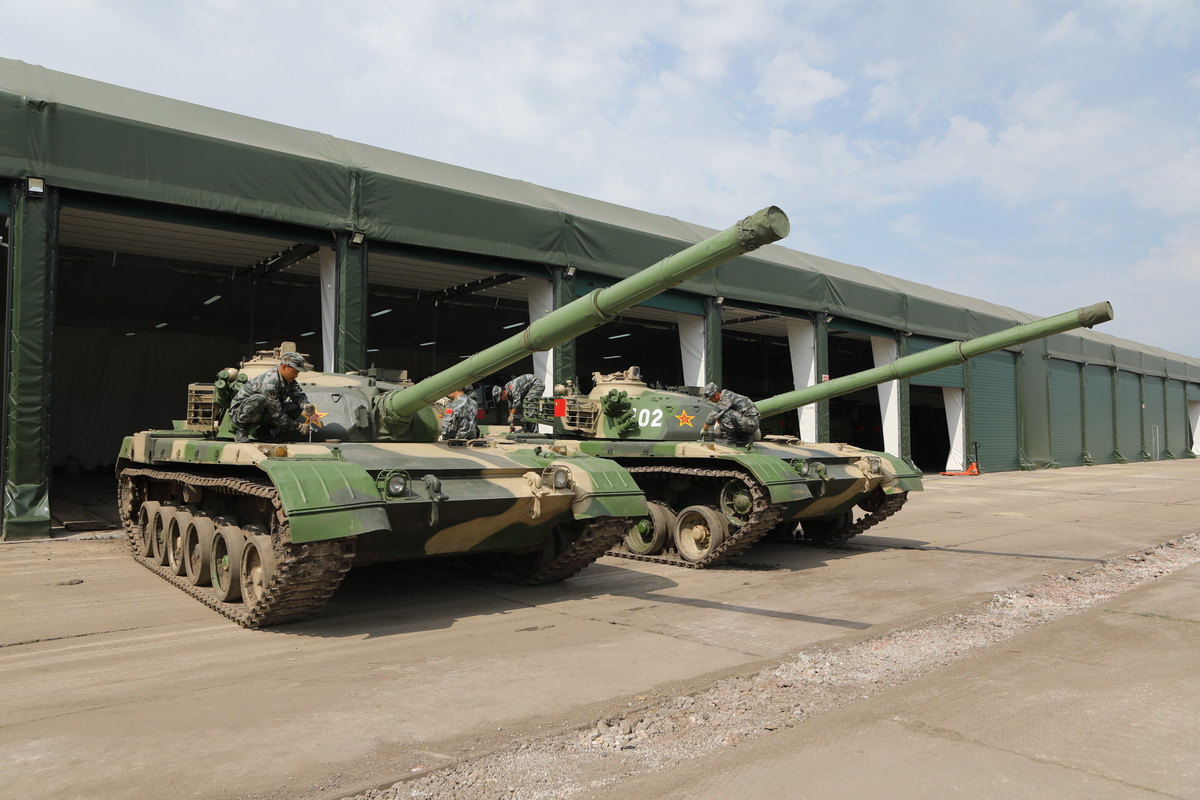
Тип 96 в 2017 году в Омске
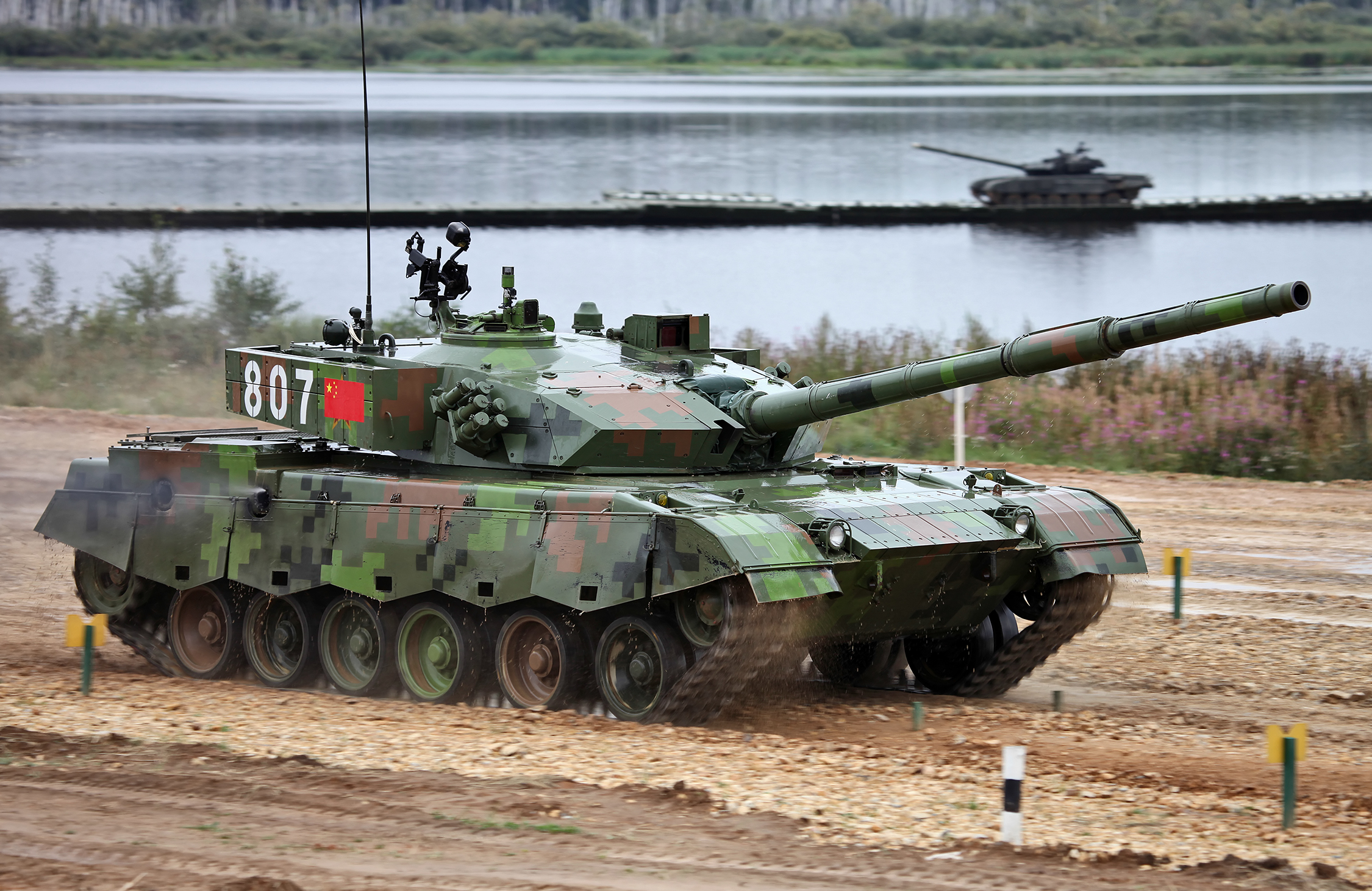
Тип 96A на танковом биатлоне 2014 года
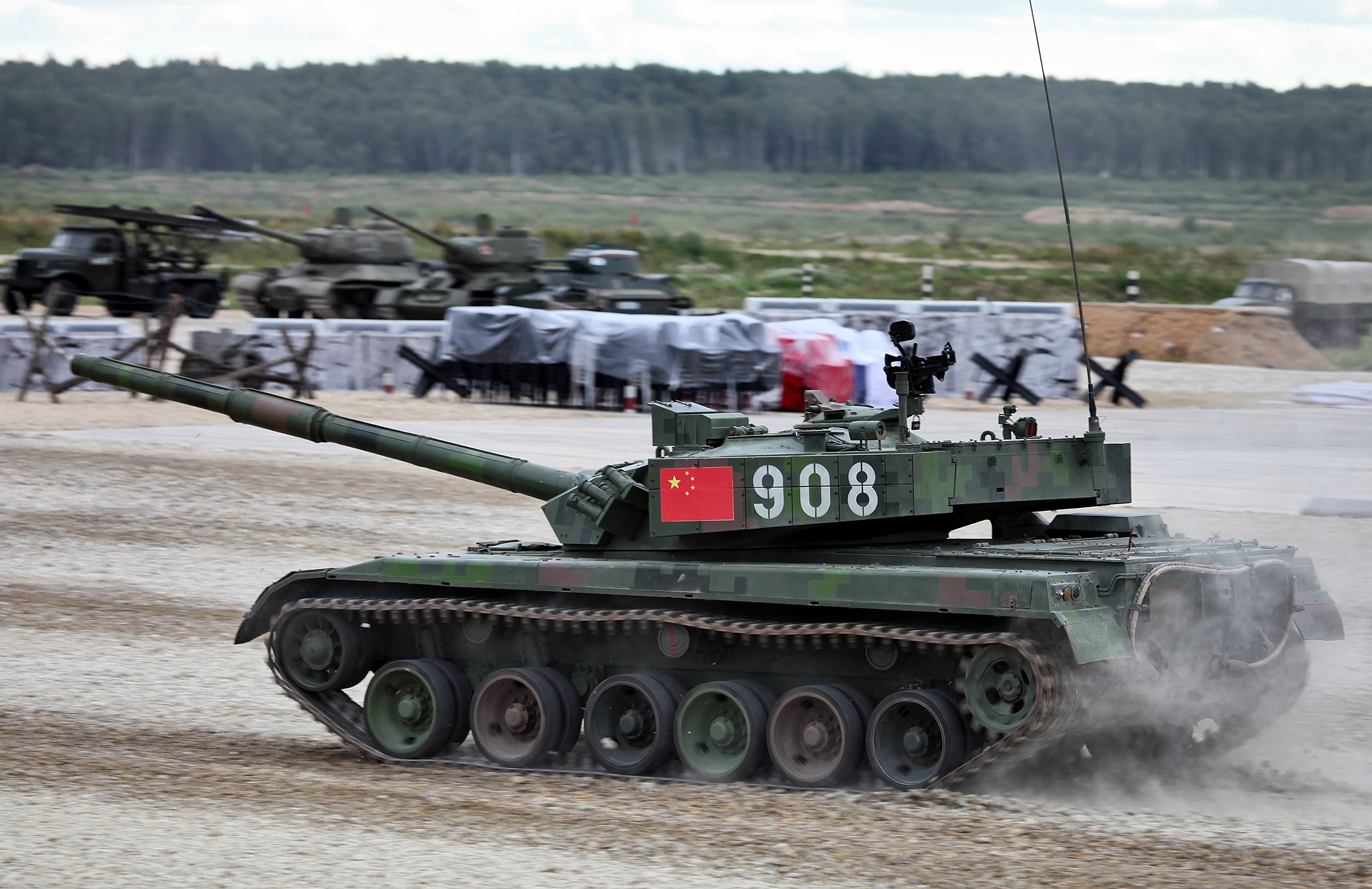
Тип 96A на танковом биатлоне 2015 года
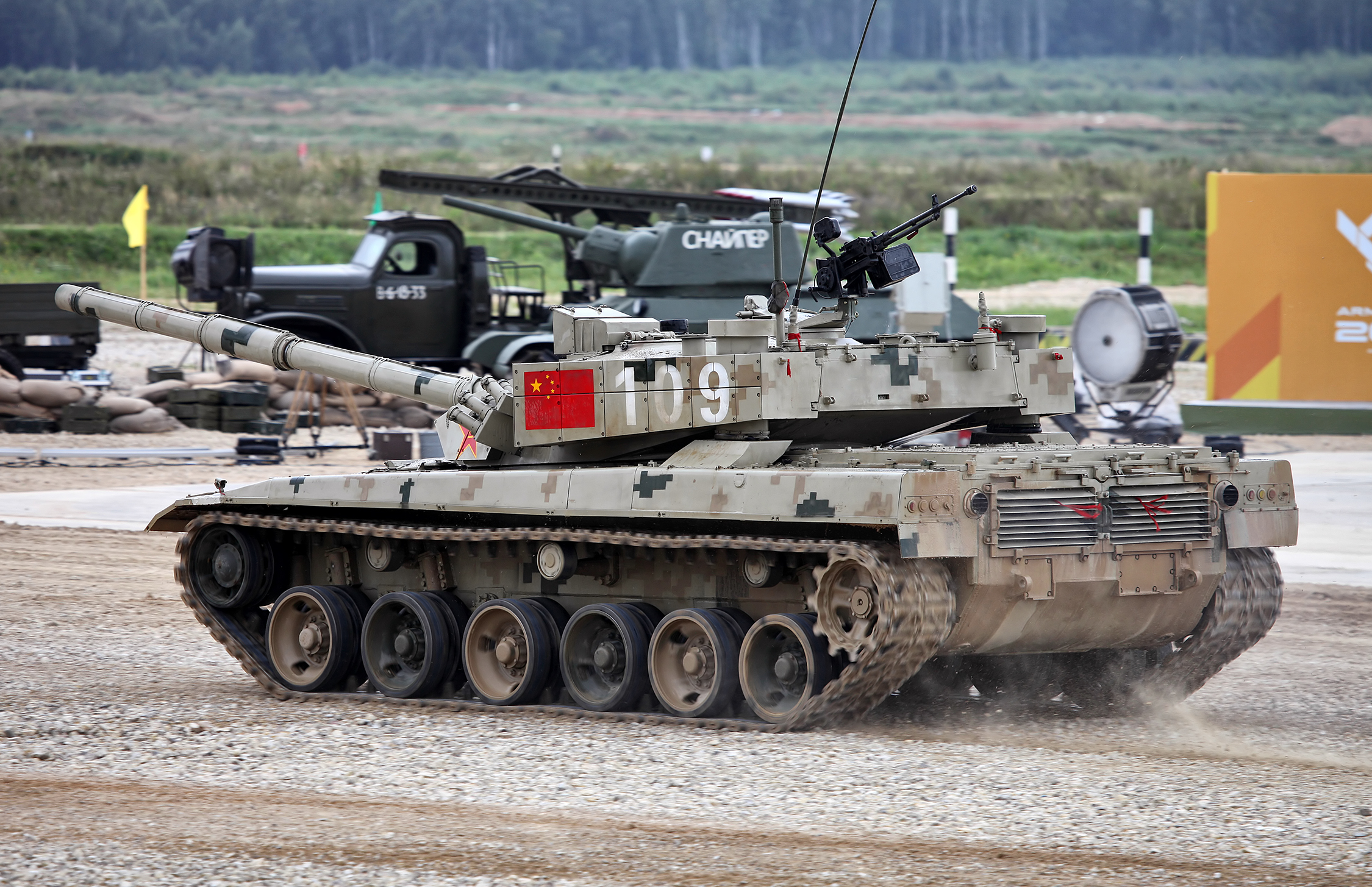
Тип 96B на танковом биатлоне 2016 года
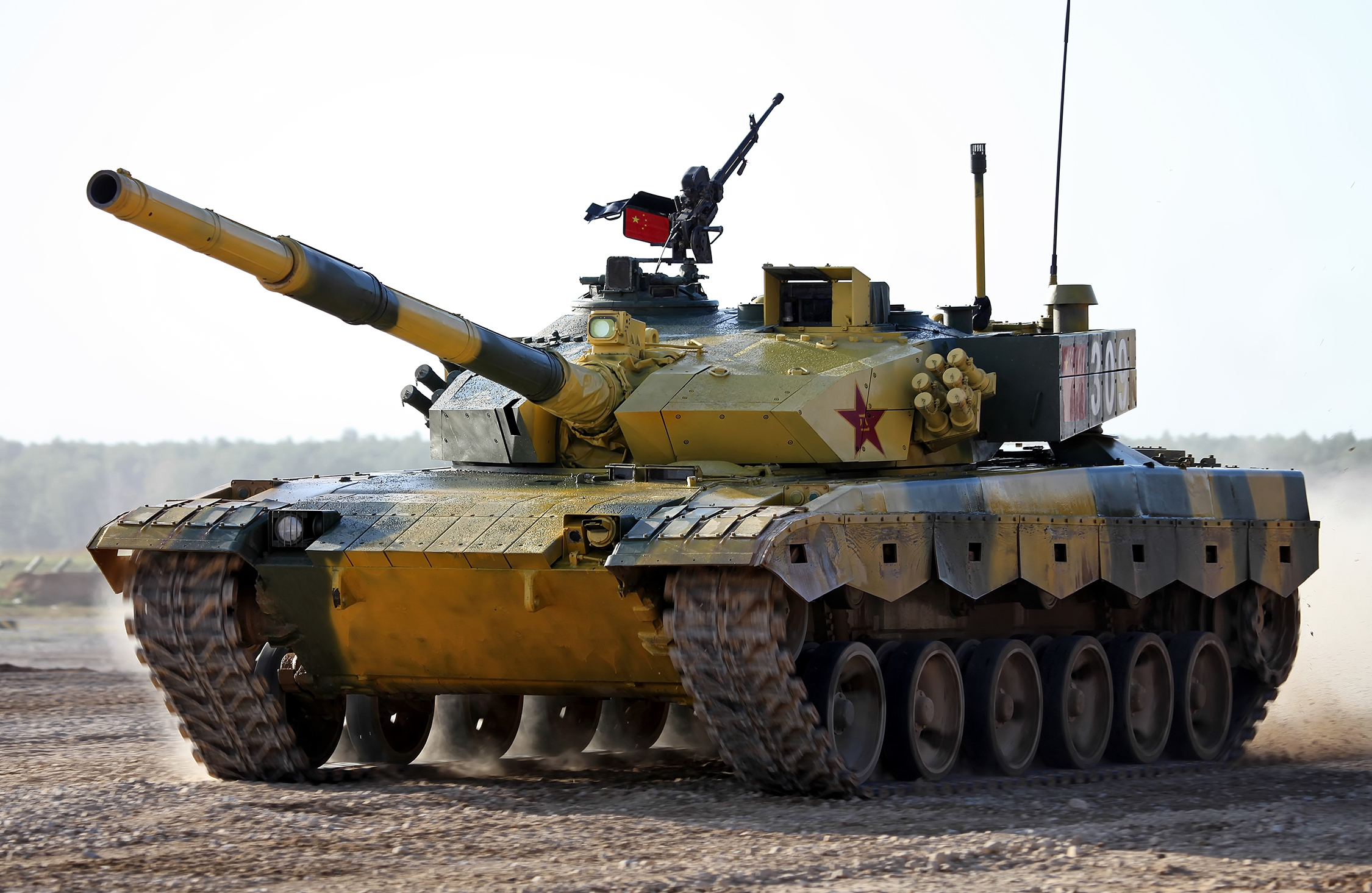
Тип 96B на танковом биатлоне 2017 года